# Bloomsbury Publishing
Bloomsbury Publishing PLC ist ein britischer Buchverlag, der in London ansässig ist und durch die Harry-Potter-Reihe bekannt wurde. Er publiziert wissenschaftliche Literatur, mit Schwerpunkt in den Fächern Geschichte, Kunst und Sozialwissenschaften sowie Belletristik. Bloomsbury Publishing hat Niederlassungen in London, Oxford, New York, Neu-Delhi und Sydney.

## Geschichte
Bloomsbury publishing wurde 1986 von dem amerikanisch-britischen Verleger Nigel Newton gegründet. Er legte den Firmensitz in den Londoner Stadtteil Bloomsbury.
Im Mai 2006 übernahm Bloomsbury Publishing den Verlag Methuen Publishing, der rund 700 Werke vertreibt, um die zu erwartenden Umsatzeinbußen nach dem Ende der Harry-Potter-Reihe zu vermeiden. Im Dezember 2014 wurde der Verlag Osprey Publishing übernommen. In Deutschland war das Unternehmen bis Februar 2012 mit einer Beteiligung am Berlin Verlag vertreten.

## Imprints und übernommene Verlage (Akquisen)
Unter den Verlagen und Imprints, die Bloomsbury im Laufe der Jahre etabliert oder übernommen hat, sind beispielsweise:
- Bloomsbury Academic (1986)
- A & C Black (2000)
- Whitaker's Almanack (2002)
- T & AD Poyser (2002)
- Thomas Reed Publications (2002)
- Peter Collin Publishing (2002)
- Andrew Brodie Publications (2003)
- Adlard Coles Nautical (2003)
- Walker Publishing Company (2004)
- Methuen Publishing|Methuen Drama (2006)
- Berg Publishers (2008)
- John Wisden & Co (2008)
- Arden Shakespeare (2008)
- Tottel Publishing (2009)
- Bristol Classical Press (2010)
- Continuum International Publishing Group (2011)
- Absolute Press (2011)
- Fairchild Books (2012)
- Applied Visual Arts Publishing (2012)
- Hart Publishing (2013)
- Osprey Publishing (2014)
- I.B. Tauris (2018)
- Oberon Books (2019)
- Zed Books (2020)
- Red Globe Press (2021)
- Head of Zeus (2021)[6]
- ABC-CLIO (2021).[7]
- Lexington Books (2024)[8]
- Applause Books (2024)[8]
- Backbeat Books (2024)[8]
- Rowman & Littlefield (2024)[9]

## Autoren (Auswahl)
- Margaret Atwood
- John Berger
- William Boyd
- Charles Boyle alias Jennie Walker
- Susanna Clarke
- Allen Crawford
- Nora Ephron
- Carlos Fuentes
- Anna Gavalda
- William Goldman
- Nadine Gordimer
- Michael Greenberg
- David Halberstam
- Patricia Highsmith
- JT Leroy
- J.J. Arcanjo
- Jay McInerney
- Kirsten Miller
- Bahiyyih Nakhjavani
- Michael Ondaatje
- Celia Rees
- Joanne K. Rowling
- James Runcie
- Edward Said
- Ben Schott
- Hunter S. Thompson
- Sarah Wiener
- Andria Zafirakou